# Список национальных парков Канады
Национальные парки Канады отображают природные ландшафты, как типичные, так и уникальные, во всех тринадцати провинциях и территориях Канады. Целью агентства по паркам Канады является создание системы природоохранных зон, которая представляет всё многообразие природы Канады. Задачами парков Канады является сохранение экологической целостности парков и предоставление возможности для посещения парков и изучения природы Канады всем желающим. Агентство разработало долгосрочный план системы национальных парков и определило 39 различных регионов, которые необходимо представить в системе. В 2008 году план по созданию такой системы был выполнен на 60 %.
Ниже представлен список национальных парков Канады в алфавитном порядке. В начале 2013 года насчитывалось 36 национальных парков и 8 национальных парковых резерваций, не считая Национальный парк и резервацию Клуэйн, который является и тем, и другим. В список также включены четыре национальных морских заповедника и одна национальная достопримечательность. В планах агентства шесть национальных парков и один национальный морской парк.

## Национальные парки и резервации
Национальной парковой резервацией является местность, которая входит в систему национальных парков, но заселена индейскими народами. Окончательные границы национального парка определяются специальным соглашением с индейскими общинами. В таком случае территория рассматривается как «национальная парковая резервация», управление которой подпадает под действие акта о национальных парках, при этом продолжается традиционная жизнедеятельность заселяемых парк народов, как то охота и рыболовство. Кроме того, мнение индейцев учитывается при управлении национальной парковой резервацией.
 Парки, полностью или частично являющиеся объектами всемирного наследия ЮНЕСКО в Канаде.
 Номинированы на статус всемирного наследия в Канаде.
| Название | Провинция / Территория              | Площадь, км² | Год основания | Изображение | Карта                                              |
| --- | ----------------------------------- | ------------ | ------------- | ----------- | -------------------------------------------------- |
| Национальный парк Ауюиттук Auyuittuq National Park                                                                                 | Нунавут                             | 19 707,4     | 2001          |             |                                                    |
| Национальный парк Банф Banff National Park                                                                                         | Альберта                            | 6 641,0      | 1885          |             | Список национальных парков Канады (Канада) · Точка |
| Национальный парк полуостров Брус Bruce Peninsula National Park                                                                    | Онтарио                             | 154,0        | 1987          |             | Список национальных парков Канады (Канада) · Точка |
| Национальный парк Вапуск Wapusk National Park                                                                                      | Манитоба                            | 11 475,0     | 1996          |             | Список национальных парков Канады (Канада) · Точка |
| Национальный парк Вуд-Баффало Wood Buffalo National Park                                                                           | Альберта/Северо-западные территории | 44 802,0     | 1922          |             | Список национальных парков Канады (Канада) · Точка |
| Национальный парк Вунтут Vuntut National Park                                                                                      | Юкон                                | 4 345,0      | 1995          |             | Список национальных парков Канады (Канада) · Точка |
| Национальная парковая резервация Галф-Айлендс Gulf Islands National Park Reserve                                                   | Британская Колумбия                 | 35,4         | 2003          |             | Список национальных парков Канады (Канада) · Точка |
| Национальный парк Глейшер Glacier National Park                                                                                    | Британская Колумбия                 | 1 313,1      | 1886          |             | Список национальных парков Канады (Канада) · Точка |
| Национальный парк Грасслендс Grasslands National Park                                                                              | Саскачеван                          | 906,4        | 1981          |             | Список национальных парков Канады (Канада) · Точка |
| Национальный парк Грос-Морн Gros Morne National Park                                                                               | Ньюфаундленд и Лабрадор             | 1 805,0      | 1973          |             | Список национальных парков Канады (Канада) · Точка |
| Национальная парковая резервация Гуаи-Хаанас и историческое место Хайда Gwaii Haanas National Park Reserve and Haida Heritage Site | Британская Колумбия                 | 1 495,0      | 1988          |             | Список национальных парков Канады (Канада) · Точка |
| Национальный парк Джаспер Jasper National Park                                                                                     | Альберта                            | 10 878,0     | 1907          |             | Список национальных парков Канады (Канада) · Точка |
| Национальный парк Джорджиан-Бей-Айлендс Georgian Bay Islands National Park                                                         | Онтарио                             | 25,6         | 1929          |             | Список национальных парков Канады (Канада) · Точка |
| Национальный парк Иввавик Ivvavik National Park                                                                                    | Юкон                                | 10 168,4     | 1984          |             | Список национальных парков Канады (Канада) · Точка |
| Национальный парк Йохо Yoho National Park                                                                                          | Британская Колумбия                 | 1 313,1      | 1886          |             | Список национальных парков Канады (Канада) · Точка |
| Национальный парк Кеджимкуджик Kejimkujik National Park                                                                            | Новая Шотландия                     | 403,7        | 1967          |             | Список национальных парков Канады (Канада) · Точка |
| Национальный парк Кейп-Бретон-Хайлендс Cape Breton Highlands National Park                                                         | Новая Шотландия                     | 948,0        | 1936          |             | Список национальных парков Канады (Канада) · Точка |
| Национальный парк и резервация Клуэйн Kluane National Park and Reserve                                                             | Юкон                                | 22 013,3     | 1972          |             | Список национальных парков Канады (Канада) · Точка |
| Национальный парк Куасуиттук Qausuittuq National Park                                                                              | Нунавут                             | 11 008,0     | 2015          |             | Список национальных парков Канады (Канада) · Точка |
| Национальный парк Кутеней Kootenay National Park                                                                                   | Британская Колумбия                 | 1 406,4      | 1920          |             | Список национальных парков Канады (Канада) · Точка |
| Национальный парк Кучибогвак Kouchibouguac National Park                                                                           | Нью-Брансуик                        | 239,2        | 1969          |             | Список национальных парков Канады (Канада) · Точка |
| Национальный парк Куттинирпаак Quttinirpaaq National Park                                                                          | Нунавут                             | 37 775,0     | 1988          |             | Список национальных парков Канады (Канада) · Точка |
| Национальный парк Ла-Мориси La Mauricie National Park                                                                              | Квебек                              | 536,1        | 1970          |             | Список национальных парков Канады (Канада) · Точка |
| Национальный парк Маунт-Ревелсток Mount Revelstoke National Park                                                                   | Британская Колумбия                 | 259,7        | 1914          |             | Список национальных парков Канады (Канада) · Точка |
| Национальная парковая резервация Мили-Маунтинс Mealy Mountains National Park Reserve                                               | Ньюфаундленд и Лабрадор             | 10 700,0     | 2015          |             | Список национальных парков Канады (Канада) · Точка |
| Национальная парковая резервация архипелаг Минган Mingan Archipelago National Park Reserve                                         | Квебек                              | 150,7        | 1984          |             | Список национальных парков Канады (Канада) · Точка |
| Национальная парковая резервация Наатсичо Naats'ihch'oh National Park Reserve                                                      | Северо-западные территории          | 7 600,0      | 2012          |             | Список национальных парков Канады (Канада) · Точка |
| Национальный парк Наханни Nahanni National Park Reserve                                                                            | Северо-западные территории          | 4 765,2      | 1976          |             | Список национальных парков Канады (Канада) · Точка |
| Национальный парк Олавик Aulavik National Park                                                                                     | Северо-западные территории          | 12 200,0     | 1992          |             | Список национальных парков Канады (Канада) · Точка |
| Национальная парковая резервация Пасифик-Рим Pacific Rim National Park Reserve                                                     | Британская Колумбия                 | 285,8        | 1970          |             | Список национальных парков Канады (Канада) · Точка |
| Национальный парк Пойнт-Пили Point Pelee National Park                                                                             | Онтарио                             | 15,0         | 1918          |             | Список национальных парков Канады (Канада) · Точка |
| Национальный парк Принс-Альберт Prince Albert National Park                                                                        | Саскачеван                          | 3 874,3      | 1927          |             | Список национальных парков Канады (Канада) · Точка |
| Национальный парк острова принца Эдуарда Prince Edward Island National Park                                                        | Остров Принца Эдуарда               | 21,5         | 1937          |             | Список национальных парков Канады (Канада) · Точка |
| Национальный парк Пукаскуа Pukaskwa National Park                                                                                  | Онтарио                             | 1 877,8      | 1978          |             | Список национальных парков Канады (Канада) · Точка |
| Национальный парк Райдинг-Маунтин Riding Mountain National Park                                                                    | Манитоба                            | 2 973,1      | 1929          |             | Список национальных парков Канады (Канада) · Точка |
| Национальный парк Руж Rouge National Urban Park                                                                                    | Онтарио                             | 79,1         | 2015          |             | Список национальных парков Канады (Канада) · Точка |
| Национальный парк Сент-Лоуренс-Айлендс St. Lawrence Islands National Park                                                          | Онтарио                             | 9,0          | 1904          |             | Список национальных парков Канады (Канада) · Точка |
| Национальный парк Сирмилик Sirmilik National Park                                                                                  | Нунавут                             | 22 200,0     | 2001          |             | Список национальных парков Канады (Канада) · Точка |
| Национальный парк Сэйбл-Айленд Sable Island National Park                                                                          | Новая Шотландия                     | 34,0         | 2011          |             | Список национальных парков Канады (Канада) · Точка |
| Национальный парк Терра-Нова Terra Nova National Park                                                                              | Ньюфаундленд и Лабрадор             | 399,9        | 1957          |             | Список национальных парков Канады (Канада) · Точка |
| Национальный парк Торнгат-Маунтинс Torngat Mountains National Park                                                                 | Ньюфаундленд и Лабрадор             | 9 600,0      | 2005          |             | Список национальных парков Канады (Канада) · Точка |
| Национальный парк Туктут-Ногаит Tuktut Nogait National Park                                                                        | Северо-западные территории          | 16 340,0     | 1996          |             | Список национальных парков Канады (Канада) · Точка |
| Национальный парк Уккусиксалик Ukkusiksalik National Park                                                                          | Нунавут                             | 20 500,0     | 2003          |             | Список национальных парков Канады (Канада) · Точка |
| Национальный парк Уотертон-Лейкс Waterton Lakes National Park                                                                      | Альберта                            | 505,0        | 1895          |             | Список национальных парков Канады (Канада) · Точка |
| Национальный парк Фанди Fundy National Park                                                                                        | Нью-Брансуик                        | 205,9        | 1948          |             | Список национальных парков Канады (Канада) · Точка |
| Национальный парк Форийон Forillon National Park                                                                                   | Квебек                              | 240,4        | 1970          |             | Список национальных парков Канады (Канада) · Точка |
| Национальный парк Элк-Айленд Elk Island National Park                                                                              | Альберта                            | 194,0        | 1913          |             | Список национальных парков Канады (Канада) · Точка |

## Планируемые национальные парки
| Название | Провинция / Территория     | Площадь, км² | Год основания | Изображение | Карта                                              |
| --- | -------------------------- | ------------ | ------------- | ----------- | -------------------------------------------------- |
| Национальный парк Боуэн-Айленд Bowen Island National Park                                                              | Британская Колумбия        |              | планируется   |             | Список национальных парков Канады (Канада) · Точка |
| Национальная парковая резервация Саут-Оканаган—Лоуэр-Симилкамин South Okanagan-Lower Similkameen National Park Reserve | Британская Колумбия        |              | планируется   |             | Список национальных парков Канады (Канада) · Точка |
| Национальный парк Тейден-Нене Thaydene Nene National Park                                                              | Северо-западные территории | 33 500,0     | планируется   |             | Список национальных парков Канады (Канада) · Точка |

## Национальные морские заповедники
Национальные морские заповедники являются относительно новыми объектами в системе парков Канады и предназначена для защиты морской экосистемы. Агентство разработало долгосрочный план системы национальных морских заповедников и определило 29 различных регионов на побережье Канады и Великих озёрах, которые необходимо представить в системе. Ниже представлен перечень действующих и рассматриваемых национальных морских парков Канады.
| Название | Провинция / Территория | Площадь, км² | Год основания | Изображение | Карта                                              |
| --- | ---------------------- | ------------ | ------------- | ----------- | -------------------------------------------------- |
| Национальная морская парковая резервация Гуаи-Хаанас Gwaii Haanas National Marine Conservation Area Reserve                         | Британская Колумбия    | 3.400,0      | 2010          |             | Список национальных парков Канады (Канада) · Точка |
| Национальный морской парк Озеро Верхнее Lake Superior National Marine Conservation Area                                             | Онтарио                | 10.000,0     | 2007          |             | Список национальных парков Канады (Канада) · Точка |
| Национальный морской парк Сагеней-Сен-Лоран Saguenay–St. Lawrence Marine Park                                                       | Квебек                 | 1.246,0      | 1998          |             | Список национальных парков Канады (Канада) · Точка |
| Национальный морской парк Фатом-Файв Fathom Five National Marine Park                                                               | Онтарио                | 112,0        | 1987          |             | Список национальных парков Канады (Канада) · Точка |
| Национальная морская парковая резервация Южный пролив Джорджия Southern Strait of Georgia National Marine Conservation Area Reserve | Британская Колумбия    |              | планируется   |             | Список национальных парков Канады (Канада) · Точка |

## Национальная достопримечательность
Программа национальных достопримечательностей была разработана в 1978 году, для сохранения уникальных природных объектов, представляющих научный интерес. С тех пор только один объект попал под действие программы.
| Название                                                         | Провинция / Территория     | Площадь, км² | Год основания | Изображение | Карта                                              |
| ---------------------------------------------------------------- | -------------------------- | ------------ | ------------- | ----------- | -------------------------------------------------- |
| Национальная достопримечательность Пинго Pingo National Landmark | Северо-западные территории | 16,0         | 1984          |             | Список национальных парков Канады (Канада) · Точка |

## См.также
- Список объектов Всемирного наследия ЮНЕСКО в Канаде
- Национальный парк Баффало

## Сноски
1. ↑  В 1988 году образована национальная парковая резервация Саут-Моресби. Сменила название на Национальная парковая резервация Гуаи-Хаанас и национальной историческое место Хайда в 1996 году.
2. ↑  В 1984 году образован национальный парк Нортен-Юкон. Сменил название на национальный парк Иввавик в 1992 году.
3. ↑  В 1988 году образована национальная парковая резервация Элсмир-Айленд. Сменила название на Куттинирпаак и получила статус национального парка в 2001 году.
4. ↑  Считается только площадь суши.
5. ↑  Является частью Международного парка мира Уотертон-Лейкс-Глейшер.